# Pingshan Open 2019
Die Pingshan Open 2019 bezeichneten sowohl ein Tennisturnier der ITF Women’s World Tennis Tour 2019 für Damen als auch ein Tennisturnier der ATP Challenger Tour 2019 für Herren, welche vom 11. bis 17. März 2019 in Shenzhen stattfanden.